# Siegenburg Range

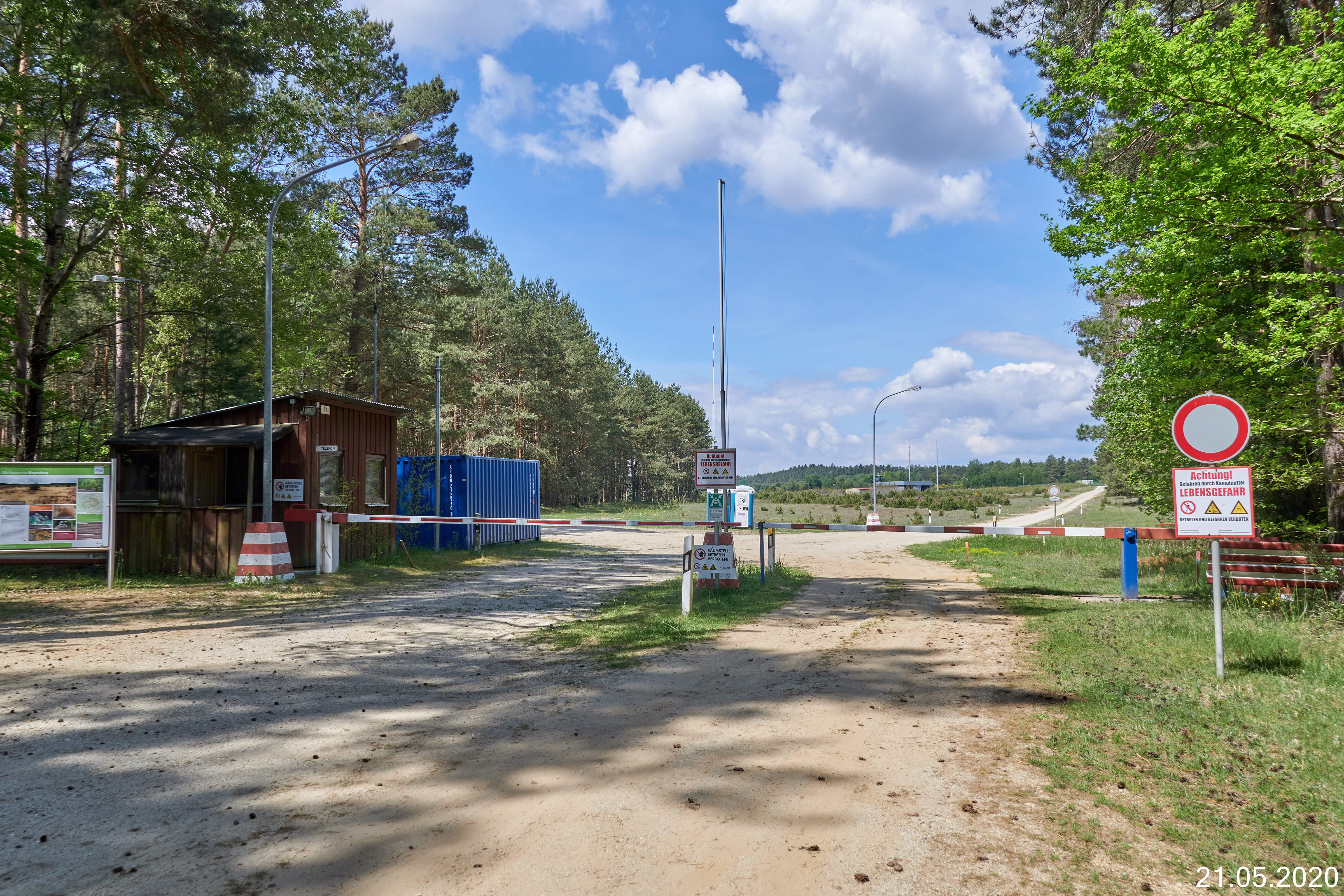
Hauptzufahrt zur Siegenburg Range

Der ehemalige Luft-Boden-Schießplatz (LBSchPl) Siegenburg (US-militärisch Siegenburg Range), Landkreis Kelheim war ein etwa 265 ha großer Übungsplatz der United States Air Force (USAF) und liegt im Dürnbucher Forst.
Ursprünglich wurde der Übungsplatz im Jahre 1937 von der Wehrmacht angelegt. Nach dem Ende des Zweiten Weltkrieges beschlagnahmten die US-amerikanischen Streitkräfte das Gelände. In den 1950er Jahren erfolgte die Rückübertragung an die Bundesrepublik Deutschland, welche es im Rahmen des Art. 48(2) Zusatzabkommens zum NATO-Truppenstatut (ZA/NTS) den US-Streitkräften zur alleinigen Nutzung überließ. Seitdem wurde der Platz durch die United States Air Force (USAF) verwaltet.
Zuletzt erfolgte die Nutzung überwiegend durch die Bundeswehr (Luftwaffe JaboG 32 Lagerlechfeld). Zum 31. März 2013 gab die Bundeswehr die Nutzung endgültig auf, das JaboG 32 wurde aufgelöst. Die weitere Nutzung erfolgte nur noch durch die in Spangdahlem/Eifel gelegene Einheit der USAF „52nd Fighter Wing“. Nach Rückverlegung der in Spangdahlem beheimateten Kampfflugzeuge F-16 und A-10 2013 bzw. 2014 in die USA wurde die militärische Nutzung durch die USAF nun offiziell am 10. Dezember 2014 beendet. An diesem Tag wurde die Liegenschaft an die Bundesanstalt für Immobilienaufgaben (BImA) zurückgegeben. Die Planungshoheit über das Gelände wurde durch eine Verordnung der Bezirksregierung auf den Markt Siegenburg übertragen, sodass nunmehr die Gemeinde über die künftige Nutzung entscheiden kann.
Aufgrund einer bereits am 30. März 2011 getroffenen Vereinbarung zwischen dem Freistaat Bayern und der Bundesrepublik Deutschland unter Anerkennung durch das United States Army Installation Management Command, Europe Region, wurde festgelegt, dass das Gelände nach Beendigung der militärischen Nutzung den Status eines Naturschutzgebietes erhalten sollte. Es ist davon auszugehen, dass auf dem Übungsplatz größere Mengen Munition vorhanden sind, wobei es keine belastbare Aufstellungen über die genauen Stellen oder die Art der Munition gibt. Es gibt lediglich eine ungefähre Aufstellung, welche der BI Siegenburg vorliegt. Ein aus Zeiten der militärischen Nutzung bestehendes Betretungsverbot (militärisches Sperrgebiet) wurde daher durch eine Verordnung des Landratsamtes Kelheim vom 9. Dezember 2014 in ein Betretungs- und Befahrungsverbot zum Schutz für die Öffentlichkeit umgewandelt.
Seit dem 30. November 2015 ist die o. g. Vereinbarung zwischen dem Freistaat Bayern, der Bundesrepublik Deutschland und der USAF Realität geworden. Seit diesem Tag ist dieses ehemalige militärische Gelände offiziell als Naturschutzgebiet ausgewiesen. Dies geht aus der Verordnung der Regierung von Niederbayern, Landshut, vom 10. November 2015 hervor. Mit der Überschrift „Unsere vorletzte Forderung ist erfüllt“ schreibt die Mittelbayerische Zeitung über die allgemeine Zustimmung zu dieser Entscheidung seitens des Bundestagsabgeordneten Thomas Gambke (B90/Die Grünen), der Regierung von Niederbayern, dem Landrat des Landkreises Kelheim und der Bürgerinitiative Siegenburg. Alle sind sich darüber einig, dass dieses Gelände nun noch saniert und anschließend der Öffentlichkeit zugänglich gemacht werden muss.
Stand Sommer 2020 ist das Betreten und Befahren des Platzes aufgrund der Lebensgefahr durch Kampfmittel verboten.
Bilder aus der Zeit der aktiven Nutzung des Schießplatzes sind in einem Flugzeugforum zu finden. Dabei sind zahlreiche verschiedene Flugzeugtypen abgebildet, die den Waffeneinsatz üben. Zum Einsatz kamen dabei Bomben, Raketen und wahrscheinlich auch die Bordkanonen.